# Wolfsheim (gmina)
Wolfsheim – miejscowość i gmina w Niemczech, w kraju związkowym Nadrenia-Palatynat, w powiecie Mainz-Bingen, wchodzi w skład gminy związkowej Sprendlingen-Gensingen.